# Alberto Camardón
Alberto "El Cabo" Camardón (Santiago, Chile; 31 de marzo de 1931-Buenos Aires, Argentina; 24 de diciembre de 2016) fue un jugador, árbitro y entrenador de rugby chileno nacionalizado argentino.

## Primeros años
Su padre, quien era argentino, se trasladó a Chile para la construcción del hotel Termas de Cauquenes. Comenzó a jugar rugby en The Grange School, en Santiago, y a los 13 años, en 1943 se muda a Buenos Aires, viviendo en Pampa y Superí. Comienza a jugar rugby en Argentina en el Hindú Club, y cuando cumple 16 años se hace socio de Belgrano Athletic Club, y empieza a jugar en dicho club, debutando en la primera división el año 1950.

## Carrera
Camardón se desempeñó como entrenador de Los Pumas de 1965 a 1970. Fue una pieza clave en el crecimiento del rugby argentino por su aporte en el seleccionado, pero también un estandarte de Belgrano  Athletic, donde fue campeón como entrenador en 1963, 1966 y 1967. Fue para muchos el verdadero artífice de la evolución del rugby argentino.
Su trayectoria como jugador de la Primera, la tal vez la más destacada para el club, como entrenador del equipo campeón de 1963, después de 23 años sin campeonar, y de los equipos campeones del 66' y 67' y, por supuesto, su historia como entrenador del Seleccionado Argentino de Rugby, aquel que en 1965 fuera “bautizado” en Sudáfrica como “Los Pumas”, y su brillante carrera como árbitro local e internacional, lo colocan entre las glorias del Club.
Falleció el sábado 24 de diciembre de 2016 a los 85 años debido a un deterioro natural de su salud. Hacía unos meses atrás se había ido su compañero como entrenador en la histórica gira por Sudáfrica: Ángel Guastella. Por problemas de salud no había podido estar presente en Durban, en 2015, cuando Los Pumas de 1965 fueron homenajeados por los 50 años del triunfo por 11 a 6 ante los Junior Springboks.